# アネル・ジャカ
アネル・ジャカ（Anel Džaka、1980年9月19日 - ）は、ドイツとボスニア・ヘルツェゴビナの元サッカー選手、サッカー指導者。ポジションはミッドフィールダー。

## 経歴
バイエル・レバークーゼンでキャリアをスタートし、在籍3年間でブンデスリーガ3試合に出場しUEFAチャンピオンズリーグ決勝でベンチ入りした。
2003年に退団し、VfLオスナブリュックに移籍、1シーズン後にはTuSコブレンツに加入した。コブレンツではキャプテンも務め、2006年には2. ブンデスリーガ昇格に貢献した。2008年、コブレンツのローカルライバルである1.FCカイザースラウテルンに移籍した。2010年2月、レンタル移籍でコブレンツに復帰した。2011年6月にカイザースラウテルンから放出され、半年間の無所属を経てSCロートヴァイス・オーバーハウゼンと契約した。6ヶ月後、ロートヴァイス・オーバーハウゼンの降格に伴い、コブレンツに3度目の加入を果たした。